# Noel Molina
Noel Molina Tejedor (Madrid, 25 de octubre de 1971) es un compositor, autor y productor musical. 

## Trayectoria artística
Pertenece a la familia Molina, saga familiar de distintas generaciones de artistas. Es hijo del cantante Antonio Molina, hermano de la actriz Ángela Molina y de la cantante Mónica Molina, así como tío de la actriz Olivia Molina. Inicia su andadura profesional como compositor, autor y productor musical con la publicación del álbum de debut de su hermana Mónica ("Tu Despedida" Virgin Records, 1999) con el que cosecha una gran acogida por parte del público y de la crítica llegando a ser Disco de Oro. 
Tras la publicación del segundo álbum de la artista, en el que de nuevo ejerce como compositor y productor del mismo ("Vuela" Virgin Records 2001) el éxito se confirma con la obtención de un Disco de Platino y las nominaciones a los Grammy Latinos del 2002 en Los Ángeles  como mejor disco de interpretación femenina y a los Premios de la Música en España como artista revelación.
A partir de ese momento se suceden las publicaciones de diferentes trabajos como compositor, autor y productor musical para diversos artistas de primera línea de la escena musical española, alternando éstos con grabaciones para la televisión y las artes escénicas. Destaca entre ellas la creación de cabecera y créditos finales de la popular serie de televisión Amar en tiempos revueltos, por la que obtiene en 2008 y en 2010 los Premios de la Academia de la Televisión de España a la mejor música para televisión. En 2010 realiza además la producción musical para la versión teatral de esta misma serie.
Colabora desde 2009 como responsable musical del proyecto “Patrimonio Joven” avalado y patrocinado por el Ministerio de Cultura y la UNESCO, con presencia en distintos países de Latinoamérica y Europa.